# استرجاع جماجم شهداء المقاومة الشعبية الجزائرية
بعد انتهاء ثورة الزعاطشة بتاريخ 26 نوفمبر 1849، أمر الجنرال ايربيون بعرض رؤوس «الشيخ أحمد بوزيان وابنه وموسى بن الحسن الدرقاوي»
وينقل المؤرخ بلقاضي علي فريد أن القوات الفرنسية اشتغلت يوم 27 نوفمبر 1849 على دفن قتلى الزعاطشة واستكمال تدمير الزعاطشة لمحوها من الخارطة وقطع نخيلها الذي كان مصدر غناها. وفي اليوم الموالي، 28 نوفمبر، غادرت قوات الحملة واحة الزعاطشة نحو بسكرة مخلّفة وراءها مشهدا مروعا للجثث المتناثرة. أما رؤوس «بوزيان وابنه وسي موسى» فقد حُملت في أكياس
الدكتور روبو قدّم شهادة مكتوبة إلى «المجلة الإفريقية» مفادها أنه هو من قام بإرسال جماجم بوزيان وبوبغلة وشريف تبسة (الشريف بوكديدة) ضمن مقتنيات أرسلها إلى متحف باريس تضم جماجم أخرى (من المؤكد أن فيها جمجمة الحاجم موسى). وأشار روبو إلى أنه قد تحصل على هذه الجماجم من «ريني فيتال» شقيق الدكتور فيتال الذي كان يملك «مقتنيات أنثروبولوجية» ويشغل منصب الطبيب الرئيسي لناحية قسنطينة. كما تضم المجموعة التي أرسلها روبو إلى المتحف أساور ومصابيح زيتية يبدو أنه قد جرى نهبها من المقابر الأثرية للمنطقة كما هو عهد الغزاة الفرنسيين.

## قضية جماجم المقاومين الجزائريين
يعتبر المؤرخ فريد بلقاضي أول من أثار قضية جماجم المقاومين الجزائريين المحجوزة في المتحف الوطني للتاريخ الطبيعي بباريس وفي كتابه عن الشريف بوبغلة، يذكر بلقاضي أن الدكتور فينسنت روبو قد تحصل على جماجم بوبغلة ومختار التيطراوي وموسى الدرقاوي وبوزيان وابنه الحسن وعيسى الحمادي. كما قدم المؤرخ بلقاضي صورا وأرقاما لتلك الجماجم في المتحف الوطني للتاريخ الطبيعي وهي:
-        رأس محنّط لعيسى الحمادي (مساعد بوبغلة) تحت رقم 5939
-        جمجمة بوبغلة تحت رقم 5940
-        جمجمة بوزيان تحت رقم 5941
-        جمجمة موسى الدرقاوي تحت رقم 5942
-        جمجمة بوكديدة تحت رقم 5943
-        جمجمة المختار التيطراوي تحت رقم 5944
-        جمجمة سعيد، مرابط من القبائل تحت رقم 259

## استرجاع رفات قادة المقاومة الشعبية
أكد يوم الخميس 02 جويلية (يوليو) 2020 رئيس الجمهورية، عبد المجيد تبون، خلال كلمة ألقاها بمناسبة الحفل السنوي لتقليد الرتب لضباط الجيش الوطني الشعبي، أنه تم استرجاع رفت 24 قادة من المقاومة الشعبية من مختلف مناطق الوطن ستصل خلال ساعات إلى أرض الوطن على متن طائرة عسكرية.
وكانت الرفاة محفوظة في متحف "الإنسان" بباريس.
ويوجد من بين القادة المسترجعة رفاتهم، الشهيد شريف بوبغلة والشهيد الشيخ أحمد بوزيان زعيم مقاومة «الزعاطشة» والحاج موسى بن الحسن الدرقاوي.

## المصدر
- وكالة الأنباء الجزائرية
- جريدة الخبر الجزائرية